# 팬더마우스

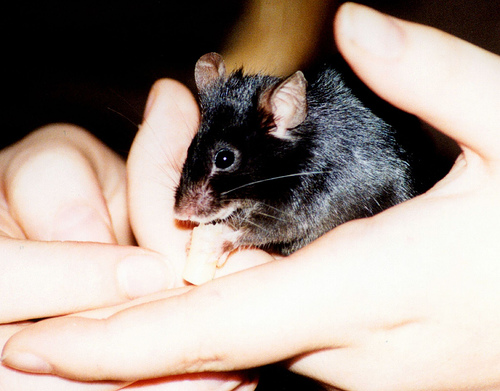
손에 올려져 있는 팬더마우스

팬더마우스(Panda Mouse)는 생쥐를 반려동물로 키우기 위해 더욱 작은 몸집 및 팬더와 같은 빛깔을 가지도록 개량한 품종이다. 일본 대학실험실 원산으로 품종은 JF1이며 학명은 Mus musculus molossinus라고 한다(불확실한 정보). 사람 손에서 막 떨어지려고 하지 않아 어린이들이 기르기 적합하다.
햄스터와 같이 취급되는 경우가 많아 햄스터라고 잘못 알고 있는 사람이 많은데 생쥐다. 단독생활을 하는 햄스터와 달리 기니피그처럼 여러마리를 집단으로 길러야 외로움을 타지 않는다. 유독 한국의 반려동물 가게에서 팬더마우스는 쥐꼬리가 징그럽다고 해서 갓 태어난 쥐 때 꼬리를 렌치로 잘라서 파는 경우가 많은데, 이를 절미수술이라고 한다. 이렇게 된 팬더마우스는 균형을 잘 잡지 못하게 되고 평생 장애를 안고 살아가게되므로 건강한 팬더마우스를 기르기 위해서는 꼬리를 자르지 않은 팬더마우스를 고르도록 한다.
임신기간은 2주~20일이다. 임신을 한 암컷은 엉덩이가 부풀어오르고, 밥을 많이 먹고 잠을 많이 자며, 톱밥이나 휴지를 찢어모아 둥지를 만드는 경향을 보인다.
수명은 평균 2년이나 사육환경에 따라 1년을 못채우거나 그 이상을 살 수도 있다.
팬더래트와 마찬가지로 냄새가 심한 편이다. 물 목욕은 귀에 물이 들어갈 수도 있으니 가급적 하지 않는다.

## 같이 보기
- 소동물